# Mathis (Texas)
Mathis is een plaats (city) in de Amerikaanse staat Texas, en valt bestuurlijk gezien onder San Patricio County.

## Demografie
Bij de volkstelling in 2000 werd het aantal inwoners vastgesteld op 5034.
In 2006 is het aantal inwoners door het United States Census Bureau geschat op 5473, een stijging van 439 (8,7%).

## Geografie
Volgens het United States Census Bureau beslaat de plaats een oppervlakte van
5,1 km², geheel bestaande uit land. Mathis ligt op ongeveer 49 m boven zeeniveau.

## Plaatsen in de nabije omgeving
De onderstaande figuur toont nabijgelegen plaatsen in een straal van 8 km rond Mathis.